# Giovanni D'Aquila
Giovanni D'Aquila (Grotte, 1º dicembre 1966) è un compositore italiano.

## Biografia
Giovanni D'Aquila, pianista e compositore siciliano, autore di musica sinfonica e da camera. Ha studiato composizione al conservatorio di Palermo sotto la guida di Alberto Giraldi, prima, e Marco Betta, dopo.
Le sue composizioni vengono eseguite regolarmente in molte istituzioni italiane, europee e statunitensi. Il suo linguaggio musicale spazia tra le principali tecniche della musica d'avanguardia post darmstadtiana, con un particolare occhio di riguardo verso il minimalismo, il neotonalismo e le songs con riferimenti alla musica leggera.
Dal 2008 insegna Composizione al Conservatorio "Vincenzo Bellini" di Palermo, oggi "Alessandro Scarlatti".
Di questo elenco fanno parte Il piccolo Mozart (2007), opera incentrata sulla storia e il talento precoce di Wolfgang Amadeus Mozart; Bianco, Rosso e Verdi (2010), opera vincitrice del Premio Abbiati e dedicata alla produzione musicale verdiana; Alice nel Paese delle meraviglie (2010), opera composta su libretto di Francesco Micheli (basato sull'omonimo romanzo di Lewis Carroll) che ha avuto la sua prima rappresentazione nella stagione della Fondazione Teatro Massimo di Palermo; La carovana volante (2013) e Le nuvole di carta (2014) opere scritte in collaborazione con l'attore e drammaturgo Gigi Borruso, dedicate al genio musicale di Gioachino Rossini.

## Opere[3]

### Teatro musicale
- Ulisse innamorato (2000)

Atto unico su libretto originale di Alberto Bonanno
Organico: Fl, Cl, Sint, S, T, Vn, Vc.
Prima esecuzione: Verona, Teatro Dietro Filippini, 2000, Sabrina Modena, S; Ruben Martinez, T; Solisti dell'Orchestra della Fondazione Arena di Verona: Giovanni Mazza, Dir.
- L'uomo dal passamontagna (2005)

Atto unico su libretto di Fabrizio Catalano tratto da Leonardo Sciascia
Organico: Fl, Cl, Sax-C, Perc, Sint, S, T, B, 2Vn, Vl, Vc, Vb.
Prima rappresentazione: Roma, Teatro delle Fornaci, 2005, Ensemble Alfredo Casella: Michele Amoroso, Dir.
Durata: 23' circa
- Il piccolo Mozart (2007)

Spettacolo di teatro musicale su soggetto di Francesco Micheli
Organico I "Ensemble Banda": Fl, Cl. in Sib, Fag, 4Cor. in Fa, Tr. in Sib, Tro, 2Tu, Perc.
Organico II "Orchestra Mozartiana": Fl, Ob, Cl. in Sib, Fag, Cor. in Fa, 2Ar, 2S, T, B, Coro, Archi.
Prima esecuzione: Palermo, Teatro Massimo, 2007, Orchestra, Coro e Corpo di Ballo della Fondazione Teatro Massimo di Palermo: Daniele Belardinelli, Dir; Miguel Martinez, Dir-Coro; Francesco Micheli, Regia; Giovanni Di Cicco, Coreografie.
Durata: 58' circa
Sonzogno
- Bianco, Rosso e Verdi (2010)

Opera su soggetto di Francesco Micheli
Organico: S, C, T, B, Coro, Orch: 3.3.3.3; 4.3.3.1; Tp, Perc (2 Es.), Ar, Archi.
Banda: 2.2.2.2; 3.2.2.1; Perc.
Ensemble: Ar, Cel, Archi.
Prima esecuzione: Palermo, Teatro Massimo, 2011, Orchestra, Coro e Corpo di Ballo del Teatro Massimo: Franck Villard, Dir; Andrea Faidutti, Dir-Coro; Francesco Micheli, Regia; Luigi Neri, Coreografia.
Durata: 65' circa
Kelidon
- Alice nel paese delle meraviglie(2010)

Opera su libretto di Francesco Micheli ispirato all'omonimo romanzo di Lewis Carroll
Organico: Rec, Voce-F, S, MS, T, 2Bar, Coro, Coro-VB. Orch: 3.2.2.2; 3.2.2.1; Tp, Glock, Perc (3 Es.),
Ar, Chit-El, B-El, 2Sint, Archi.
Prima esecuzione: Palermo, Teatro Massimo, 2010, Maurizio Maiorana, Rec; Orchestra, Coro e Coro di Voci Bianche del Teatro Massimo: Arthur Fagen, Dir; Andrea Faidutti, Dir-Coro; Salvatore Punturo, Dir-Coro-VB; Francesco Micheli, Regia.
Durata: 1h 35' circa
Kelidon
- La carovana volante(2013)

Spettacolo di teatro musicale su libretto di Gigi Borruso
Organico: 3Rec, MS, Bar, B, Orch: 1.1.1.1; 1.1.0.0.; Tp, Perc,
Sint, Archi.
Prima esecuzione: Palermo, Teatro Montevergini, 2013, Gigi Borruso, Serena Rispoli, Dario Frasca, Rec; Candida Guida, Ms, Antonio Barbagallo, Bar, Emanuele Cordaro, B; Orchestra del Teatro Massimo: Vito Lombardi, Dir; Gigi Borruso, Regia.
Durata: 1h circa
Kelidon
- Le nuvole di carta(2014)

Spettacolo di teatro musicale su libretto di Gigi Borruso
Organico: 3Rec, MS, Bar, B, Orch: 1.1.1.1; 1.1.0.0.; Tp, Perc,
Archi.
Prima esecuzione: Palermo, Sala Onu del Teatro Massimo, 2014, Gigi Borruso, Serena Rispoli, Dario Frasca, Rec; Sofia Janelidze, Ms, Alessandro Battiato, Bar, Giuseppe Esposito, B; Orchestra del Teatro Massimo: Vito Lombardi, Dir; Gigi Borruso, Regia.
Durata: 1h circa
Kelidon

### Balletto
- Il signor re diesis e la signorina mi bemolle (2004)

Balletto su soggetto omonimo di Giulio Verne
Organico: Fl, Cl, Ob, Fag, Cor, Tp, Perc (1 Es.), Sint, Coro-VB, 2Vn, Vl, Vc, Vb.
Prima rappresentazione: Torino, Teatro Piccolo Regio Puccini, 2004, Corpo di ballo della Fondazione Teatro Regio di Torino, Fiari Ensemble: Marilena Salavagione, Dir.
Durata: 55' circa
Mnemes – Alfieri e Ranieri

### Orchestra
- La nave bianca per Orchestra d'Archi (2003)

Prima esecuzione: Agrigento, Museo Archeologico, Sala Zeus, 2003, Orchestra Musica Contemporanea: Gaetano Randazzo, Dir.
Durata: 10'20" circa
Kelidon
- Il Trionfo di Santa Rosalia per Orchestra (2003)

Orchestra: 0.2.0.2; 2.2.0.0; Tp, Perc (2 Es.), Archi.
Prima esecuzione: Palermo, Foro Italico, 2003, Orchestra Giovanile Siciliana: Gianluca Martinenghi, Dir.
Durata: 4'30" cir
- Through the mines of Moria per Orchestra (2003)

Orchestra: 2.2.2.2; 2.2.2.0; Tp, Perc (2 Es.), Archi.
Prima esecuzione: Boston, Kresge Auditorium, 2003, M. I. T. Symphonic Orchestra: Dante Anzolini, Dir.
Durata: 11'20" circa
Sonzogno
- Pictures from the middle-earth per Orchestra (2004)

Orchestra: 2.2.2.2; 4.3.2.1; Tp, Perc (2 Es.), Ar, Archi.
Prima esecuzione: Palermo, Teatro Politeama, 2004, Orchestra del Conservatorio "Vincenzo Bellini" di Palermo: Carmelo Caruso, Dir.
Durata: 14'30"
Mnemes – Alfieri e Ranieri
- Shadows from the past per Orchestra (2007)

Orchestra: 3.3.3.3; 4.2.3.1; Tp, Perc (3 Es.), Cel, Ar, Pf/Sint, Archi.
Prima esecuzione: Palermo, Teatro Politeama, 2008, Orchestra Sinfonica Siciliana: Alberto Veronesi, Dir.
Durata: 34' circa
Sonzogno
- Forgotten Souls per Orchestra (2008)

«Scritto in memoria dei minatori morti nella miniera di Gessolungo (CL)»
Orchestra: 2.2.2.0; 3.2.3.0; Tp, Perc (2 Es.), Archi.
Prima esecuzione: Sanremo (IM), Teatro Centrale, 2009, Orchestra Sinfonica di Sanremo: Enrico Dindo, Dir.
Durata: 12' circa
Kelidon

### Solisti e Orchestra
- The great horn of Helm per Corno delle Alpi ed Orchestra d'Archi (2003)

Prima esecuzione: Agrigento, Museo Archeologico, Sala Zeus, 2003, Carlo Torlontano, Cor-Alp; Orchestra Musica Contemporanea: Gaetano Randazzo, Dir.
Durata: 10' circa
Kelidon
- Rohan per Corno delle Alpi e Orchestra d'Archi (2006)

Prima esecuzione: Catania, Teatro Sangiorgi, 2007, Carlo Torlontano, Cor-Alp; Orchestra del Teatro Massimo Bellini: Leonardo Catalanotto, Dir.
Durata: 8' circa
Kelidon
- I cigni selvatici per Voce Recitante e Orchestra (2006)

Testi tratti da Hans Christian Andersen
Orchestra: 2.0.2.2; 0.1.0.0; Perc (1 Es.), Archi.
Prima esecuzione: Carini (PA), Teatro Comunale, 2006, Giuditta Perriera, Rec; Orchestra dell'Accademia Musicale Siciliana: Fabio Ciulla, Dir.
Durata: 22' circa
Mnemes – Alfieri e Ranieri
- Picciridda per Voce, Coro e Orchestra (2008)

Organico: Voce-F, Coro, Orch: 2.2.2.2; 2.2.3.1; Tp, Perc (1 Es.), Ar, Archi.
Prima esecuzione: Palermo Teatro Massimo, 2008, Antonella Ruggiero, Voce; Orchestra della Fondazione Teatro Massimo: Valter Sivilotti, Dir.
Durata: 4'40" circa
Mnemes – Alfieri e Ranieri

### Musica da camera
- Gli alberi della luce di Valinor (1997)

Organico: Pf, 2Cl. in Sib.
Prima esecuzione: Palermo, Conservatorio "Vincenzo Bellini", Atrio, 1997, Trio Santa Cecilia
Durata: 8'35" circa
Domani Musica
- Le visioni di Hildegaard (1999)

Organico: S, Fl, Ob, Cl, Fag, Perc, Pf, Vn, Vc, Vb.
Prima esecuzione: Verona, Sala Maffeiana, 1999, Sabrina Modena, S; Strumentisti dell'Orchestra della Fondazione Arena di Verona: Riccardo Ceni, Dir.
Durata: 11' circa
- La stanza di Charrington (1999)

Organico: Cl, Ar, Vc.
Prima esecuzione: Verona, Studio La Città, 1999, Stefano Conzatti, Cl; Adriana Avventini, Ar; Zoltan Zsolt-Szabo, Vc.
Durata: 5'30" circa
- Flint's last run (1999)

Organico: Cl, Fag, Cor.
Durata: 6'30" circa
Domani Musica
- Shades in the night (2000)

Testi tratti da William Shakespeare.
Organico: Voce-F, Fl, Cl, Fag, Tro, Ar, Chit-El, Sint, Perc, Vn, Vb/Bas-El.
Prima esecuzione: Verona, Festival Futuri Prima Verona, 2000; Silvia Testoni, Voce-F; Strumentisti dell'Orchestra della Fondazione Arena di Verona: Riccardo Ceni, Dir.
Durata: 16' circa
- Le stanze dello scirocco (2001)

Organico: Ott, 8Fl, 2Fl-C, Fl-B.
Prima esecuzione: Rimini, Sagra Malatestiana, 2002, Cherubino Flute Ensemble.
Durata: 9' circa
Rodaviva
- The grey havens(2003)

Organico: Fl, Cl, Vn, Vc.
Prima esecuzione: Roma, Auditorium delle Fornaci, Domani Musica Festival, 2003, Domani Musica Ensemble: Marco Angius, Dir.
Durata: 6'30" circa
Domani Musica
- Al Qasr(2004)

Organico: Fl, Chit.
Prima esecuzione: Lugano (Svizzera), Teatro Nuovo Studio Foce, 2004, Devis Mariotti, Fl; Marco Squicciarini, Chit.
Durata: 3'50" circa
Rodaviva
- Al Qantarah (2004)

Organico: Fl, Cl, Pf.
Prima esecuzione: Roma, Auditorium delle Fornaci, Domani Musica Festival, 2004 Luca Bellini, Fl; Guido Arbonelli, Cl; Andrea Serafini, Pf.
Durata: 4'40" circa
Domani Musica
- A box of memories(2007)

Organico: Vn, Vc, Pf.
Prima esecuzione: Palermo, Auditorium della Rai, 2008, Trio Siciliano
Durata: 9'50" circa
Mnemes – Alfieri e Ranieri
- Lalaith (2009)

Organico: Vn, Pf.
Prima esecuzione: Palermo, Auditorium Rai, 2009, Maurizio Rocca, Vn; Giacomo Cuticchio, Pf.
Durata: 5'20" circa
Kelidon

### Musiche di scena
- Giulietta per Nastro Magnetico (2004)

Soggetto di Vitaliano Trevisan tratto da Federico Fellini
Prima rappresentazione: Torino, Teatro Regio, 2004, Regia di Valter Malosti, Michela Cescon, Attrice.
Durata: 1h 30' circa
Mnemes – Alfieri e Ranieri
- Il giorno della civetta per Nastro Magnetico (2004)

Soggetto di Gaetano Aronica tratto da Leonardo Sciascia
Prima rappresentazione: Agrigento, Spianata del Caos, Settimana Pirandelliana, 2004, Fabrizio Catalano, Regia; Giulio Base, Milena Miconi, Attori.
Durata: 2h circa
Mnemes – Alfieri e Ranieri

### Pianoforte
- Fifths per Pianoforte (1992)

Prima esecuzione: Palermo, Chiesa di San Saverio, 1993, Giovanni D'Aquila
Durata: 1'40" circa
Domani Musica
- Soft per Pianoforte (1992)

Prima esecuzione: Palermo, Chiesa di San Saverio, 1993, Giovanni D'Aquila
Durata: 1'25" circa
Domani Musica
- Hard per Pianoforte (1992)

Prima esecuzione: Palermo, Chiesa di San Saverio, 1993, Giovanni D'Aquila
Durata: 1'10" circa
Domani Musica
- Moonstruck per Pianoforte (1993)

Prima esecuzione: Roma, Teatro dell'Abaco, 1993, Stefania Berardi
Durata: 1'35" circa
Domani Musica
- Time, please per Pianoforte (1993)

Prima esecuzione: Cavriago (RE), Sala del Consiglio Comunale, 1996, Alexander Serdar
Durata: 45" circa
Domani Musica
- Like Keith per Pianoforte (1993)

Prima esecuzione: Cavriago (RE), Sala del Consiglio Comunale, 1996, Alexander Serdar
Durata: 2'55" circa
Domani Musica
- Spleen per Pianoforte (1993)

Prima esecuzione: Roma, Teatro dell'Abaco, 1994, Stefania Berardi
Durata: 1'35" circa
Domani Musica
- What a fun is this? per Pianoforte (1993)

Prima esecuzione: Giulianova (TE), Auditorium, 1995, Raffaele D'Aniello
Durata 1'15" circa
Domani Musica
- Out of Breath per Pianoforte (1995)

Prima esecuzione: Palermo, Conservatorio "Vincenzo Bellini", Atrio, Giuseppe Andaloro
Durata: 6'55" circa
Domani Musica
- The cave per Pianoforte (2004)

Prima esecuzione: Caltanissetta, Teatro Regina Margherita, 2004, Giuseppe Andaloro
Durata: 4'20" circa
Kelidon
nota 
Nel 2015 gli viene conferito il Premio “Lirica sotto le stelle”, per la sua attività di compositore.
Nel Maggio 2022 pubblica il suo primo progetto discografico, “A brand new world?”, che riscuote immediatamente grande attenzione: nel Settembre 2022 ottiene l’Akademia Music Award di Los Angeles.